# 半哺
半哺（はんぽ、生没年不詳）とは、明治時代から大正時代にかけての浮世絵師。

## 来歴
師系・経歴不明。半哺と称し、作に明治37年（1904年）と大正元年（1912年）の錦絵が知られる。

## 作品
- 「第八旅順攻撃之図　茲ニ我敷設水雷露戦闘旗艦沈シ司令提督マカロフ中将溺死ス」　大判錦絵3枚続　函館市中央図書館所蔵　※明治37年
- 「二重橋外大葬之図」　大判錦絵6枚続　※大正元年、武川卯之助版
- 「青山御大葬式場総門前の図」　大判錦絵3枚続　江戸東京博物館所蔵　※大正元年